# Câu lạc bộ bóng đá Khatoco Khánh Hòa (2012)
Câu lạc bộ bóng đá Khatoco Khánh Hòa là một câu lạc bộ bóng đá chuyên nghiệp tại Việt Nam có trụ sở ở phường Bắc Nha Trang, tỉnh Khánh Hòa. Đây là câu lạc bộ được tái lập năm 2012, sau khi Câu lạc bộ Khatoco Khánh Hòa (cũ) giải thể. Đội hiện thi đấu tại V.League 2 mùa giải 2024–25.

## Lịch sử
Năm 2012, sau khi Khatoco Khánh Hòa giải thể, đội trẻ của đội bóng này được thành lập và có tên gọi là Sanna Khánh Hòa Biển Việt Nam. Từ 2013 đến 2015 Sanna Khánh Hòa BVN liên tiếp thăng hạng từ giải Hạng Nhì 2013 lên giải Hạng Nhất 2014 và hạng đấu cao nhất, giải vô địch quốc gia 2015.
Đội cán đích ở vị trí thứ ba Giải Vô địch Quốc gia 2018.
Mùa 2019, đội xuống hạng Nhất và thăng hạng trở lại mùa 2022 rồi lại xuống hạng nhất mùa 2023/24.
Mùa 2024/25 đội đổi lại tên Khatoco Khánh Hòa.

## Tên gọi
- Sanna Khánh Hòa Biển Việt Nam 2013-2019
- Khánh Hòa 2022-2024
- Khatoco Khánh Hòa 2024-nay

## Trang phục thi đấu
| Giai đoạn | Hãng áo đấu | Nhà tài trợ in lên áo |
| --------- | ----------- | --------------------- |
| 2013-2019 | không có    | Sanna                 |
| 2020      | VNA sport   | Sanna                 |
| 2021-2022 | Kamito      | không có              |
| 2023      | Kamito      | KN Cam Ranh           |
| 2023-2024 | Kamito      | Yến Sào Khánh Hòa     |
| 2024-nay  | Kamito      | Khatoco               |

| Áo đấu sân nhà | Áo đấu sân nhà | Áo đấu sân nhà | Áo đấu sân nhà | Áo đấu sân nhà |
| -------------- | -------------- | -------------- | -------------- | -------------- |
| 2013           | 2014           | 2015-2020      | 2023           | 2023-2024      |

| Áo đấu sân khách | Áo đấu sân khách | Áo đấu sân khách |
| ---------------- | ---------------- | ---------------- |
| 2015-2020        | 2023             | 2023-2024        |

| Áo đấu thứ ba |
| ------------- |
| 2023-2024     |

## Thành tích
Đây là một danh sách chưa hoàn tất, và có thể sẽ không bao giờ thỏa mãn yêu cầu hoàn tất. Bạn có thể đóng góp bằng cách mở rộng nó bằng các thông tin đáng tin cậy.
V.League 1
- Hạng ba (1): 2018

V.League 2
- Vô địch (1): 2005
- Hạng nhì (2): 2014, 2022
- Hạng ba (1): 2020

Hạng nhì
- 2004: Vô địch
- 2013: Đồng giải nhất với Tây Ninh và Huế.

Mekong Club Championship:
Á quân : 2017

## Sân vận động
Sân nhà của đội bóng là Sân vận động 19 tháng 8, còn có tên khác là Sân vận động Nha Trang, là một sân vận động bóng đá ở Đường Yersin, phường Nha Trang, tỉnh Khánh Hòa, Việt Nam, có sức chứa khoảng 18.000 khán giả.

## Đội hình hiện tại
Tính đến ngày 9 tháng 3 năm 2024
Ghi chú: Quốc kỳ chỉ đội tuyển quốc gia được xác định rõ trong điều lệ tư cách FIFA. Các cầu thủ có thể giữ hơn một quốc tịch ngoài FIFA.
| Số | VT | Quốc gia | Cầu thủ                                          |
| -- | -- | -------- | ------------------------------------------------ |
| 3  | HV | Việt Nam | Bùi Nguyễn Tấn Kiệt                              |
| 4  | TV | Việt Nam | Nguyễn Lam                                       |
| 5  | HV | Việt Nam | Lê Cao Hoài An                                   |
| 6  | HV | Việt Nam | Trần Văn Thái (mượn từ Quy Nhơn Bình Định)       |
| 7  | TV | Việt Nam | Trần Hoàng Phương                                |
| 8  | TĐ | Việt Nam | Lê Trương Quốc Thắng                             |
| 9  | TV | Việt Nam | Nguyễn Đoàn Duy Anh (mượn từ Quy Nhơn Bình Định) |
| 10 | TV | Việt Nam | Nguyễn Đức Hữu (mượn từ Quy Nhơn Bình Định)      |
| 11 | TĐ | Việt Nam | Hổ                                               |
| 12 | TV | Việt Nam | Nguyễn Văn Tiếp (mượn từ Đông Á Thanh Hóa)       |
| 13 | HV | Việt Nam | Nguyễn Minh Lợi                                  |
| 14 | TV | Việt Nam | Lê Nguyễn Thanh Vị                               |
| 15 | TĐ | Việt Nam | Lê Văn Cường                                     |

| Số | VT | Quốc gia | Cầu thủ                                |
| -- | -- | -------- | -------------------------------------- |
| 17 | TV | Việt Nam | Võ Quốc Anh Khoa                       |
| 18 | TV | Việt Nam | Hà Minh Đức (mượn từ Đông Á Thanh Hóa) |
| 19 | TĐ | Việt Nam | Dương Đoàn Công Hậu                    |
| 20 | TM | Việt Nam | Nguyễn Văn Sơn                         |
| 22 | HV | Việt Nam | Nguyễn Thành Thụ                       |
| 23 | TV | Việt Nam | Đỗ Trường Trân                         |
| 26 | TM | Việt Nam | Nguyễn Tuấn Mạnh                       |
| 27 | HV | Việt Nam | Lê Ngọc Hải                            |
| 43 | HV | Việt Nam | Trịnh Văn Quang                        |
| 49 | TĐ | Việt Nam | Trần Khánh Dũng                        |
| 52 | TV | Việt Nam | Huỳnh Nhật Tân                         |
| 59 | TM | Việt Nam | Nguyễn Thanh Phú                       |
| 71 | TĐ | Việt Nam | Nguyễn Anh Thi                         |
| 93 | TM | Việt Nam | Võ Ngọc Cường                          |

### Không nằm trong danh sách đăng ký thi đấu
Ghi chú: Quốc kỳ chỉ đội tuyển quốc gia được xác định rõ trong điều lệ tư cách FIFA. Các cầu thủ có thể giữ hơn một quốc tịch ngoài FIFA.
| Số | VT | Quốc gia | Cầu thủ       |
| -- | -- | -------- | ------------- |
| —  | TM | Việt Nam | Lê Văn Trường |
| —  | TV | Việt Nam | Lê Duy Thanh  |

| Số | VT | Quốc gia | Cầu thủ          |
| -- | -- | -------- | ---------------- |
| 66 | HV | Việt Nam | Đinh Văn Trường  |
| —  | TV | Việt Nam | Huỳnh Thanh Tuấn |

## Huấn luyện viên
- Võ Đình Tân (2013–2023)
- Trần Thiện Hảo (tạm quyền) (2023)
- Trần Trọng Bình (2023–nay)

## Thành tích tại V.League
| Chú giải màu sắc | Chú giải màu sắc |
| ---------------- | ---------------- |
| Vô địch          |                  |
| Á quân           |                  |
| Hạng ba          |                  |
| Hạng tư          |                  |
| Thăng hạng       |                  |
| Tranh trụ hạng   | Thắng play-off   |
| Tranh trụ hạng   | Thua play-off    |
| Xuống hạng       |                  |

| 2000–01 |  |  |  |  | Thứ 10                      | 18                          | 1                           | 4                           | 13                          | 15                          | 36                          | 7                           |                             |                             |
| 2001–02 |  |  |  |  | Thứ 12                      | 22                          | 3                           | 6                           | 13                          | 13                          | 38                          | 15                          |                             |                             |
| 2003    |  |  |  |  | Không rõ                    | Không rõ thành tích cụ thể  | Không rõ thành tích cụ thể  | Không rõ thành tích cụ thể  | Không rõ thành tích cụ thể  | Không rõ thành tích cụ thể  | Không rõ thành tích cụ thể  | Không rõ thành tích cụ thể  |                             |                             |
| 2004    |  |  |  |  | Vô địch                     | Không rõ thành tích cụ thể  | Không rõ thành tích cụ thể  | Không rõ thành tích cụ thể  | Không rõ thành tích cụ thể  | Không rõ thành tích cụ thể  | Không rõ thành tích cụ thể  | Không rõ thành tích cụ thể  |                             |                             |
| 2005    |  |  |  |  | Vô địch                     | 22                          | 12                          | 5                           | 5                           | 35                          | 17                          | 41                          |                             |                             |
| 2006    |  |  |  |  | Thứ 6                       | 24                          | 10                          | 5                           | 9                           | 30                          | 25                          | 35                          |                             |                             |
| 2007    |  |  |  |  | Thứ 10                      | 26                          | 10                          | 4                           | 12                          | 30                          | 31                          | 34                          |                             |                             |
| 2008    |  |  |  |  | Thứ 6                       | 26                          | 10                          | 9                           | 7                           | 34                          | 29                          | 39                          |                             |                             |
| 2009    |  |  |  |  | Thứ 8                       | 26                          | 9                           | 8                           | 9                           | 36                          | 35                          | 35                          |                             |                             |
| 2010    |  |  |  |  | Thứ 4                       | 26                          | 13                          | 4                           | 9                           | 42                          | 42                          | 43                          |                             |                             |
| 2011    |  |  |  |  | Thứ 11                      | 26                          | 9                           | 5                           | 12                          | 28                          | 34                          | 32                          |                             |                             |
| 2012    |  |  |  |  | Thứ 12                      | 26                          | 9                           | 5                           | 12                          | 34                          | 35                          | 32                          |                             |                             |
| 2013    |  |  |  |  | Vô địch                     | 11                          | 7                           | 4                           | 0                           | 18                          | 2                           | 25                          |                             |                             |
| 2014    |  |  |  |  | Thứ 2                       | 14                          | 6                           | 5                           | 3                           | 20                          | 15                          | 23                          |                             |                             |
| 2015    |  |  |  |  | Thứ 5                       | 26                          | 12                          | 6                           | 8                           | 35                          | 35                          | 42                          |                             |                             |
| 2016    |  |  |  |  | Thứ 8                       | 26                          | 10                          | 6                           | 10                          | 34                          | 30                          | 36                          |                             |                             |
| 2017    |  |  |  |  | Thứ 6                       | 26                          | 11                          | 8                           | 7                           | 38                          | 37                          | 41                          |                             |                             |
| 2018    |  |  |  |  | Thứ 3                       | 26                          | 11                          | 10                          | 5                           | 33                          | 27                          | 43                          |                             |                             |
| 2019    |  |  |  |  | Thứ 14                      | 26                          | 6                           | 7                           | 13                          | 31                          | 45                          | 25                          |                             |                             |
| 2020    |  |  |  |  | Thứ 3                       | 16                          | 9                           | 3                           | 4                           | 23                          | 11                          | 30                          |                             |                             |
| 2021    |  |  |  |  | Mùa giải bị hủy vì COVID-19 | Mùa giải bị hủy vì COVID-19 | Mùa giải bị hủy vì COVID-19 | Mùa giải bị hủy vì COVID-19 | Mùa giải bị hủy vì COVID-19 | Mùa giải bị hủy vì COVID-19 | Mùa giải bị hủy vì COVID-19 | Mùa giải bị hủy vì COVID-19 | Mùa giải bị hủy vì COVID-19 | Mùa giải bị hủy vì COVID-19 |
| 2022    |  |  |  |  | Thứ 2                       | 22                          | 11                          | 9                           | 2                           | 30                          | 16                          | 42                          |                             |                             |
| 2023    |  |  |  |  | Thứ 11                      | 18                          | 4                           | 7                           | 7                           | 18                          | 22                          | 19                          |                             |                             |
| 2023–24 |  |  |  |  | Thứ 14                      | 26                          | 2                           | 5                           | 19                          | 19                          | 52                          | 11                          |                             |                             |
| 2024–25 |  |  |  |  | Thứ 5                       | 20                          | 5                           | 6                           | 9                           | 16                          | 25                          | 21                          |                             |                             |

## Biểu trưng

2013–2015
2015–2021
2021–2024
2024–nay